# Pyrgomantis signatifrons
Pyrgomantis signatifrons är en bönsyrseart som beskrevs av Max Beier 1954. Pyrgomantis signatifrons ingår i släktet Pyrgomantis och familjen Tarachodidae. Inga underarter finns listade i Catalogue of Life.